# Liste der Monuments historiques in Jandun
Die Liste der Monuments historiques in Jandun führt die Monuments historiques in der französischen Gemeinde Jandun auf.

## Liste der Immobilien
| Bezeichnung     | Beschreibung | Standort                                | Kennzeichnung | Schutzstatus | Datum | Bild           |
| --------------- | ------------ | --------------------------------------- | ------------- | ------------ | ----- | -------------- |
| Monumentalkreuz | Stein        | Rue Millaville, neben der Kirche (Lage) | PA00078454    | Classé       | 1963  | weitere Bilder |

## Liste der Objekte
| Bezeichnung | Beschreibung           | Standort                                        | Kennzeichnung | Schutzstatus | Datum | Bild |
| ----------- | ---------------------- | ----------------------------------------------- | ------------- | ------------ | ----- | ---- |
| Taufbecken  | Stein, 12. Jahrhundert | in der Kirche Notre-Dame-de-l’Assomption (Lage) | PM08000279    | Classé       | 1963  |      |
| Pietà       | Stein, 15. Jahrhundert | in der Kirche Notre-Dame-de-l’Assomption (Lage) | PM08000280    | Classé       | 1963  |      |